# Zaveščak
Zaveščak is een plaats in de gemeente Selnica in de Kroatische provincie Međimurje. De plaats telt 293 inwoners (2001).